# Sävaån

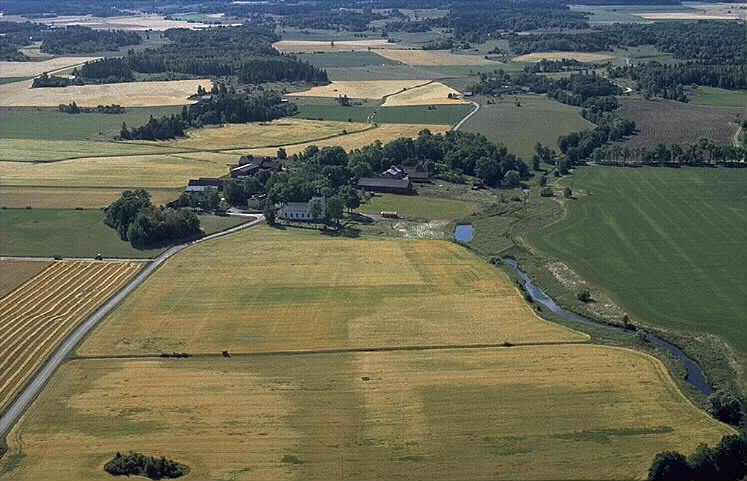
Sävaån vid Hagby by och Hagby kyrka.

Sävaån är ett 25 km långt vattendrag som ligger i Uppland. Ån mynnar ut i Lårstaviken i Ekoln. Sävaåns avrinningsområde är 205 km² stort och markanvändningen utgörs av 60 % skogsmark, 6 % våtmark, 33 % åker och ängsmark samt 1 % sjöar. Höjdskillnaden är 110 m. Fallet i ån är i genomsnitt 1,7 m/km. I åns övre delar, i trakterna kring Järlåsa, ligger tre sjöar: Skärsjön, Bredsjön och Grissjön. Övre delen av avrinningsområdet domineras av skogs- och myrmarker. Bitvis har ån mycket tydliga meandringsslingor.
Den rödlistade fisken asp leker i ån nedströms det nedersta av de sex vandringshindren. Ån håller ett litet bestånd av signalkräfta.